# Boscos i sabana de l'Escarp d'Angola
La sabana del Gran Escarp d'Angola és una ecoregió de l'ecozona afrotropical, definida per WWF, que ocupa el Gran Escarp que separa l'altiplà centrafricà de la costa de l'oceà Atlàntic.

## Descripció
És una ecoregió de prat alpí que ocupa 74.400 quilòmetres quadrats al llarg de l'estreta franja de terra que va des de la costa atlàntica fins al cim del Gran Escarp, a més de 1000 msnm, entre els 6 i els 12° S.
Limita al nord amb el manglar d'Àfrica Central, al nord-est amb el mosaic de selva i sabana del Congo Occidental, al nord-oest amb l'oceà Atlàntic, al sud, sud-est i sud-oest amb els boscos de miombo d'Angola i al sud-est també amb el mosaic muntanyenc de selva i prada d'Angola.
El clima és tropical, amb pluges estivals.

## Flora
La vegetació és molt variada, encara que hi ha pocs estudis sobre la diversitat d'espècies. De nord a sud es distingeixen tres zones principals: un mosaic de selves de galeria i prades d'herba alta, entre 2 i 4 metres, amb manglars i pantans en la desembocadura dels rius principals, al nord del riu Cuanza; selva semicaducifòlia en els cims més alts de l'Escarp; i sabanes arbrades àrides i semiàrides al sud del Cuanza.

## Fauna
Només s'ha estudiat detalladament l'avifauna.
Entre els mamífers destaquen, en les selves, l'elefant de selva (Loxodonta cyclotis), el duiquer fosc (Cephalophus dorsalis), el duiquer silvicultor (Cephalophus sylvicultor), el duiquer de front negre (Cephalophus nigrifrons), el diuquer blau (Cephalophus monticola), el hiemosc (Hyemoschus aquaticus), l'esquirol volador de Beecroft (Anomulurus beecrofti), l'esquirol gegant de Stanger (Protoxerus stangeri), el poto daurat (Arctocebus aureus), el poto de Bosman (Perodicticus potto) i el pangolí arborícola (Manis tricuspis); a les sabanes cal citar l'elefant de sabana (Loxodonta africana), l'antílop riberenc (Hippotragus equinus), el redunca comú (Redunca arundinum), el bushbuck (Tragelaphus scriptus) i l'eland del Cap (Taurotragus oryx).
Per tota l'ecoregió es troba el búfal vermell (Syncerus caffer nanus).

## Endemismes
Hi ha dues espècies endèmiques de rèptils: el geco (Hemidactylus bayonii) i l'escurçó cec (Monopeltis luandae); i quatre de granotes: Hydrophylax parkerianus, Hyperolius punctulatus, Leptopelis jordani i Leptopelis marginatus.

## Estat de conservació
Vulnerable. L'impacte humà es limita a les zones densament poblades, com la capital d'Angola, Luanda. La conurbació metropolitana de Luanda està creixent ràpidament, juntament amb les vies de comunicació.

## Protecció
- Parc Nacional de Kissama
- Reserva Natural Integral de l'Ilhéu dos Pássaros